# Mercurana myristicapalustris
Genre
Espèce
Mercurana myristicapalustris, unique représentant du genre Mercurana, est une espèce d'amphibiens de la famille des Rhacophoridae.

## Systématique
Le genre Mercurana et l'espèce Mercurana myristicapalustris ont été décrits en 2013 par Robin Kurian Abraham (d), Robert Alexander Pyron (d), B. R. Ansil (d), Arun Zachariah (d) et Anil Zachariah (d).

## Répartition
Cette espèce est endémique du Kerala en Inde. Elle se rencontre dans le district de Quilon à 184 m d'altitude.

## Description
Les mâles mesurent jusqu'à 36,1 mm et les femelles jusqu'à 65,1 mm.

## Étymologie
Ce genre est nommé en l'honneur de Freddie Mercury (1946-1991) dont la musique était une source d'inspiration pour les auteurs de cette espèce. 
Le nom de l'espèce vient de myristica, en référence à la famille botanique des Myristicaceae, et du latin paluster, « marécageux », et fait référence à l'habitat de cette espèce.

## Publication originale
- (en) Robin Kurian Abraham, R. Alexander Pyron, Ansil B. R., Arun Zachariah et Anil Zachariah, « Two novel genera and one new species of treefrog (Anura: Rhacophoridae) highlight cryptic diversity in the Western Ghats of India », Zootaxa, Magnolia Press (d), vol. 3640, no 2,‎ 17 avril 2013, p. 177–199 (ISSN 1175-5334 et 1175-5326, OCLC 49030618, PMID 26000411, DOI 10.11646/ZOOTAXA.3640.2.3, lire en ligne).